# Moisés Condori Peñaloza
Moisés Condori Peñaloza es un profesor y político peruano. Fue Alcalde Provincial del Manu entre 2003 y 2006.
Nació en Huancané, departamento de Puno, Perú, el 7 de febrero de 1956. Cursó sus estudios primarios y secundarios en su localidad natal y cursó estudios superiores de educación tanto en la Universidad Nacional San Antonio Abad del Cusco y en la Universidad Tecnológica de Los Andes de Abancay.
Su primera participación política fue en las elecciones municipales del 2002 en las que fue electo como alcalde de la provincia del Manu para el periodo 2003-2006. Participó luego en las elecciones regionales del 2010 como candidato a presidente del Gobierno Regional de Madre de Dios sin obtener la representación. En las elecciones municipales del 2018 fue candidato a la alcaldía del distrito de Kosñipata en la provincia de Paucartambo, departamento del Cusco sin obtener la elección.